# Houmt Souk
Houmt Souk ou Houmet Souk (em árabe: حومة السوق; romaniz.: Ḥūmat as Sūq; literalmente: "vizinhança do mercado") é a maior localidade e capital de facto da ilha de Djerba, no sudeste da Tunísia. É igualmente a capital da delegação (espécie de distrito ou grande município) homónima, a qual faz parte, como toda a ilha, da província (gouvernorat) de Médenine. Em 2004 a delegação tinha 64 892 habitantes, dos quais 44 555 viviam na cidade. Os seus habitantes são chamados localmente Souaga (plural de Sougui).
Situa-se junto à costa norte da ilha, a cerca de 20 km dos dois pontos de ligação com o continente, Ajim a sudoeste (ligação por ferryboat), e El Kantara a sudeste (ligação pelo pontão conhecido como calçada romana devido à sua antiguidade).

## Geografia

### Localização
Houmt Souk situa-se numa planície da costa norte da ilha desprovida de cursos de água. O lençol freático é de água salobra, o que é patente nos poços artesianos escavados durante o protetorado francês. Entre estes destaca-se o de Bir Erroumi, com 767 metros de profundidade, cuja água é quente e ferruginosa.
A cidade está dividida em quatro setores (municípios menores): Taourit, Essouani, Boumellel e Ejjouamaâ, sendo os restantes setores da delegação Mellita, Hachène, Fatou, Mezraya, Cedghiane, Erriadh e Oualegh. Taourit e  Essouani constituem a parte norte da cidade, sendo a parte sul constituída por Boumellel e Ejjouamaâ. A parte mais comercial da cidade encontra-se no ponto comum entre os quatro setores.
O mar Mediterrâneo banha a cidade a norte. A profundidade marinha ao largo de Houm Souk é muito pequena, só atingindo os cinco metros a nove quilómetros da costa. A amplitude das marés é de 1,3 metros.

### Clima
O clima é do tipo mediterrânico, temperado, com tendência para semiárido, beneficiando duma brisa marítima que atenua as latas temperaturas no verão. A precipitação média anual é de cerca de 250 mm. Durante a primavera pode ser ventosa.[carece de fontes?]

### Demografia
Houmt Souk é a localidade com mais população de Djerba, onde habitam mais de um terço da população da ilha. Ao contrário do que acontece no resto da ilha (de forma ainda mais acentuada no passado), onde o povoamento é disperso, a densidade populacional na capital é muito elevada: em 1956 era já 474 hab./km², quando a média da ilha era de 127 hab./km² e a do resto da Tunísia 27 hab./km²; em 1995 ascendia a 650 hab./km² , contra 230 hab./km² da média de Djerba e 56 hab./km²  a média nacional.

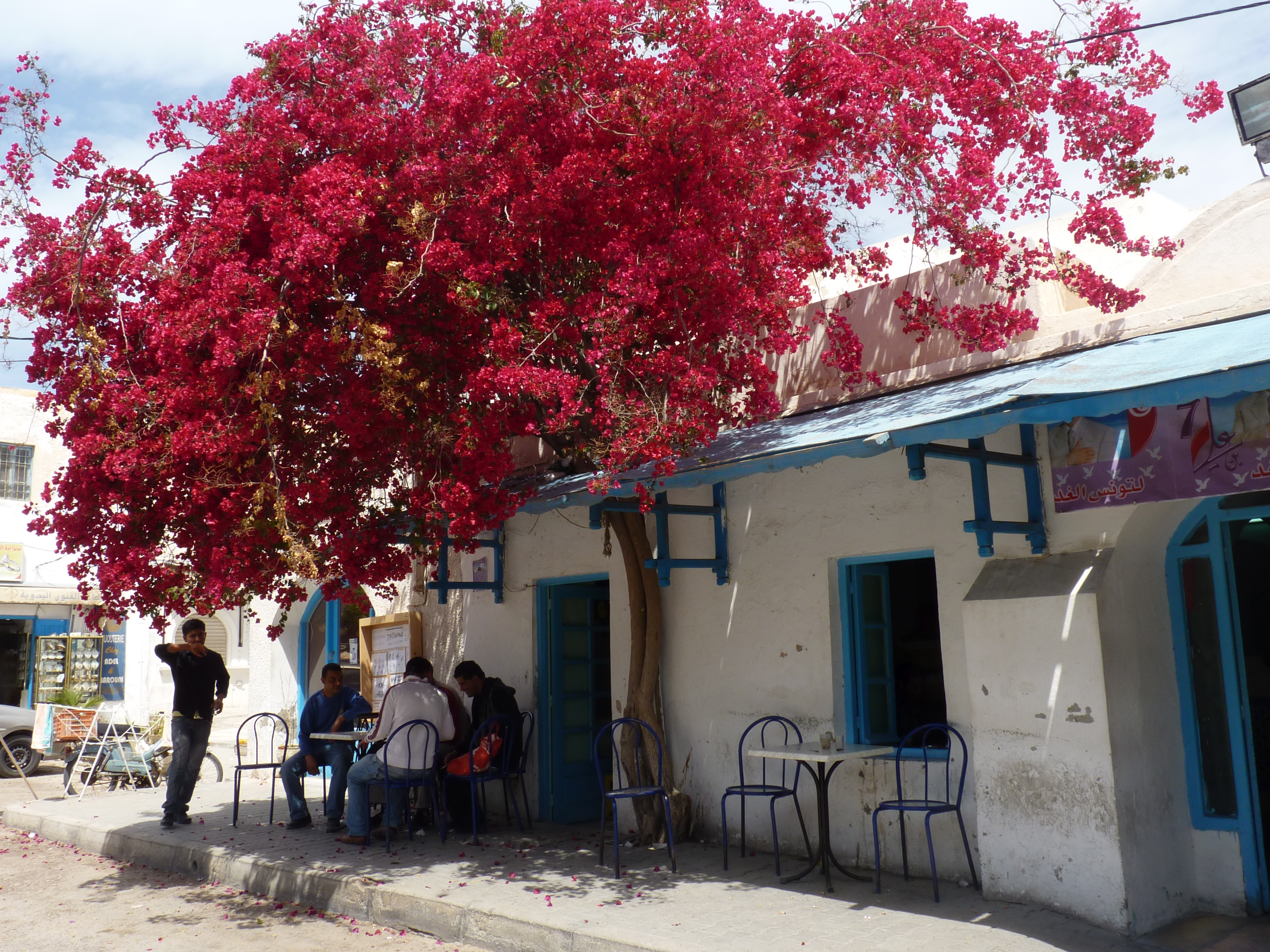
Rua de Houmt Souk

Durante muito tempo viveram lado a lado em Houmt Souk malteses, italianos, gregos, judeus, árabes, berberes. À miscelânea étnica juntava-se a miscelânea religiosa — cristãos católicos e ortodoxos gregos, judeus e muçulmanos (os árabes e berberes, maioritariamente sunitas maliquitas, mas também ibaditas). Apesar da proximidade física, não havia muito contacto social entre as diferentes comunidades; até à independência da Tunísia nos anos 1950, o Grande Hotel, já desaparecido atualmente, era um dos únicos locais onde os quadros da cidade se encontravam.
Os malteses tinham o seu bairro de funduques no centro da cidade, enquanto que os gregos tinham o seu café, o Fatala, onde até 1950 se encontrava um retrato do rei Jorge II da Grécia. A partir dos anos 1950 e 1960, um movimento migratório dirigido essencialmente para França reduziu significativamente o número de habitantes judeus e europeus de Houmt Souk. Por outro lado, ao contrário do que se passa noutras localidades da ilha, o número de habitantes berberofones ibaditas é muito reduzido na cidade. Em Hara Kbira, um bairro periférico de densidade muito elevada, outrora exclusivamente judeu, viviam milhares de judeus. Este bairro assistiu à instalação de muitas famílias muçulmanas provenientes do sul tunisino após a partida das famílias judias, sobretudo depois da década de 1960.
Todavia, a população da cidade aumentou consideravelmente no final dos anos 1970 e no início dos anos 1980, na sequência do desenvolvimento turístico e da chegada de gente vinda do continente à procura de emprego.

## História

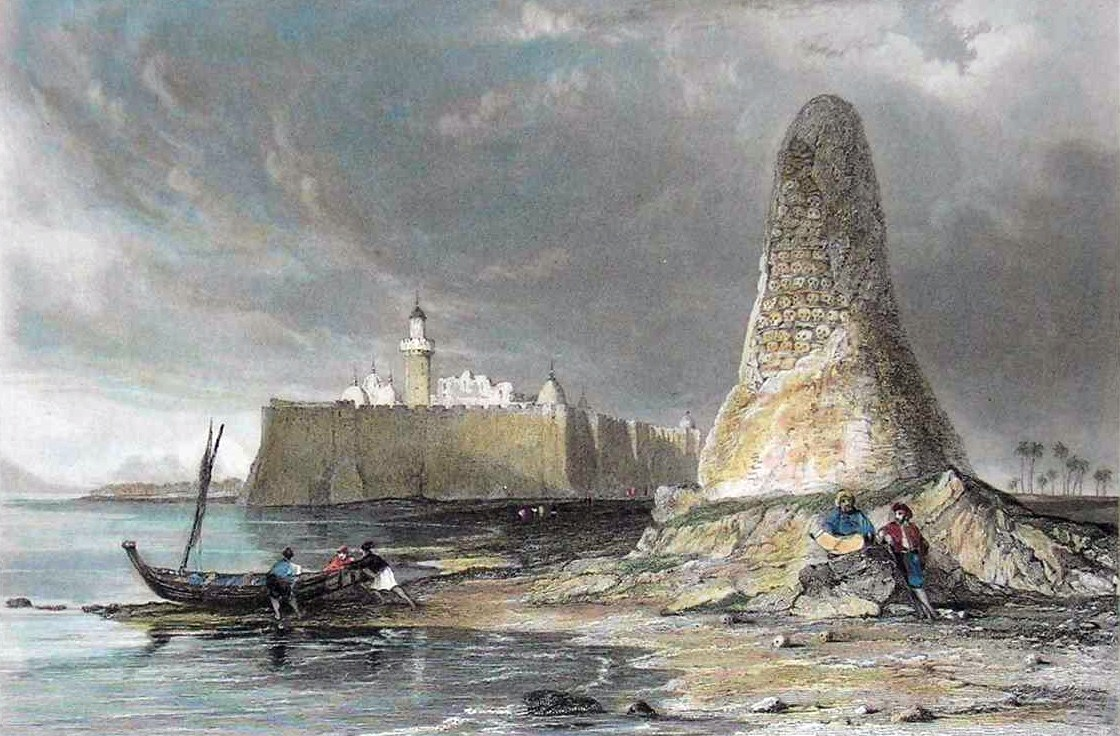
Gravura de 1841 do Borje Alquibir

A localidade de Houmt Souk terá surgido no final no século XIV, depois da construção pelos Haféssidas o forte Borje Alquibir, depois da expulsão das tropas de Afonso V de Aragão. No entanto, é provável que se tenha desenvolvido no mesmo local duma antiga cidade romana chamada Gerba ou Girba, que também era um porto e que no século III era a maior povoação de Djerba a par de Meninx, no sudeste da ilha.
Segundo Kamel Tmarzizet, a Tabula Peutingeriana, o mapa viário do Império Romano, situa Girba no norte da ilha, e o historiador latino Sexto Aurélio Vítor relata que «a cidade de Girba teve a honra de dar à luz dois imperadores romanos, Galo e Volusiano; os quais tiveram um reinado bastante efémero em 251 e 252 d.C.» Tmarzizet acrescenta que textos das atas dos concílios de Cartago, redigidos por autores latinos, revelam que Girba era a sede de uma diocese e que o seu bispo participou no  concílio de Cartago de 256 e que o bispo Vincêncio representou todo o sul tunisino no concílio de 525.
Na Idade Média, viajantes árabes relataram que «a cidade de Girba era uma localidade morta, completamente deserta de população mas num estado de conservação relativamente bom. Atrás das suas muralhas, ainda se podem ver casas, monumentos e templos de aspeto magnífico e resplandecente.» Esta descrição é confirmada pelo historiador e testemunha ocular Et-Tijani, no início do século XIV, que relata que a localização de Girba corresponde à atual Houmt Souk. Ele diz que se «trata duma antiga cidade cujos monumentos, muralhas e obras de arte são construídas em pedra de bela construção». Durante as escavações levadas a cabo no Borje Alquibir em 1975 foi desenterrada uma estela em mármore branco com uma dedicatória a um imperador. Trata-se duma prova da localização da cidade e da existência dum república nessa época. Girba terá sido testemunha duma série de civilizações: númida, cartaginesa, romana, vândala, etc.

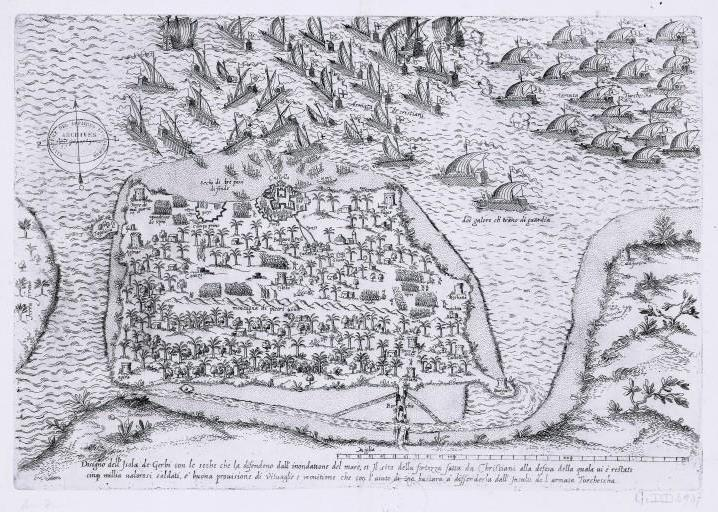
Mapa da batalha de Djerba, travada ao largo de Houmt Souk

Os corsários e piratas fizeram do Borje Alquibir o seu reduto durante vários séculos; é por isso que a famosa batalha de Djerba foi travada em 1560 a norte desse local. No século XV, o viajante Anselme Adorne fala da sua população e das suas casas quadradas rodeadas pomares férteis. Cerca de 1550, Leão, o Africano descreve Houmt Souk nos seguintes termos:
| “ | Muito perto do forte, há uma grande aldeia, onde estão alojados mercadores estrangeiros, como cristãos, mouros, turcos e aí se faz todas as semanas um mercado que se diria ser quase uma feira, pois todos os habitantes da ilha lá se reúnem, a que se juntam numerosos árabes de terra firme que para lá se transportam com o seu gado, e trazendo lãs em grande quantidade. Mas os da ilha vivem do fabrico e tráfico dos panos de lã, os quais levam para vender juntamente com uvas secas na cidade de Tunes e de Alexandria. | ” |
|   | — Leão, o Africano, citado por Kamel Tmarzizet e Salah-Eddine Tlatli. |   |

Houmt Souk é então já um centro de comércio dinâmico antes de se tornar um centro urbano importante.

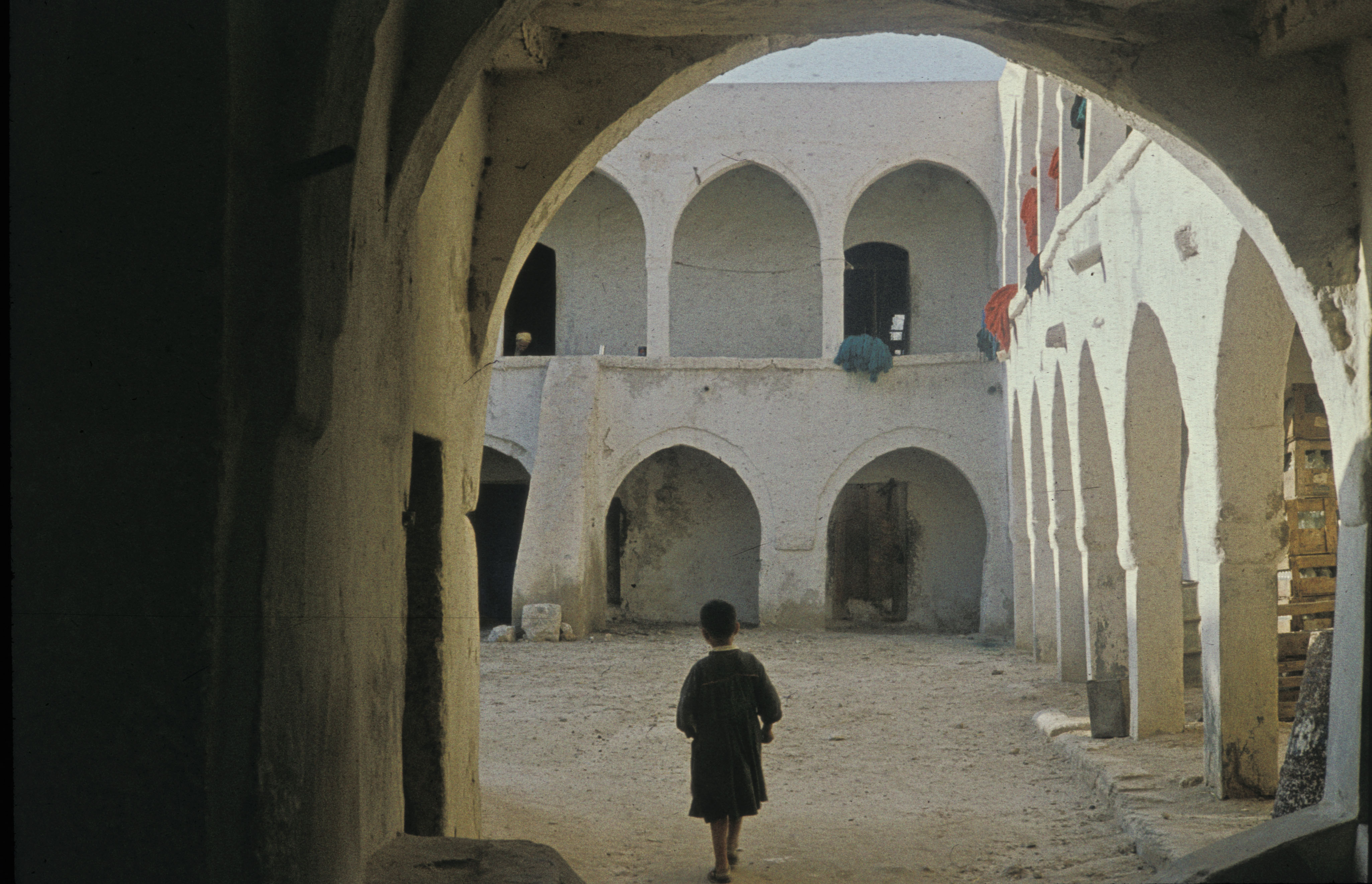
Um funduque (versão magrebina dos caravançarais) de Houmt Souk em 1960

As tropas francesas que tomaram a ilha de Djerba no início do  protetorado francês (1881–1956) instalaram-se no Borje Alquibir de Houmt Souk a 28 de julho de 1881. A administração colonial francesa dividiu  administrativamente Djerba em doze xecados; Houmt Souk foi então a sede do xecado de Taurite e em dezembro de 1887 torna-se a capital administrativa de Djerba. As tropas francesas só abandonaram o Borje Alquibir em 1903, quando a posse do forte passou para as autoridades tunisinas, depois de em 1890 a administração deixar de ser dos militares para passar a ser civil.
Em 1956, quando a Tunísia se torna independente, Houmt Souk passa a ser a sede da única delegação (distrito ou grande município) de Djerba. A circunscrição de Houmt Souk foi criada a 4 de março de 1977 e o município de Djerba-Houmt Souk a 8 de abril de 1985, quando foram criadas duas delegações adicionais na ilha: Midoun e Ajim. A 8 de fevereiro desse mesmo ano foram também criados dois municípios. Até 14 de janeiro de 2011, o prefeito de Houmt Souk foi Hichem Bessi.

## Arquitetura e urbanismo

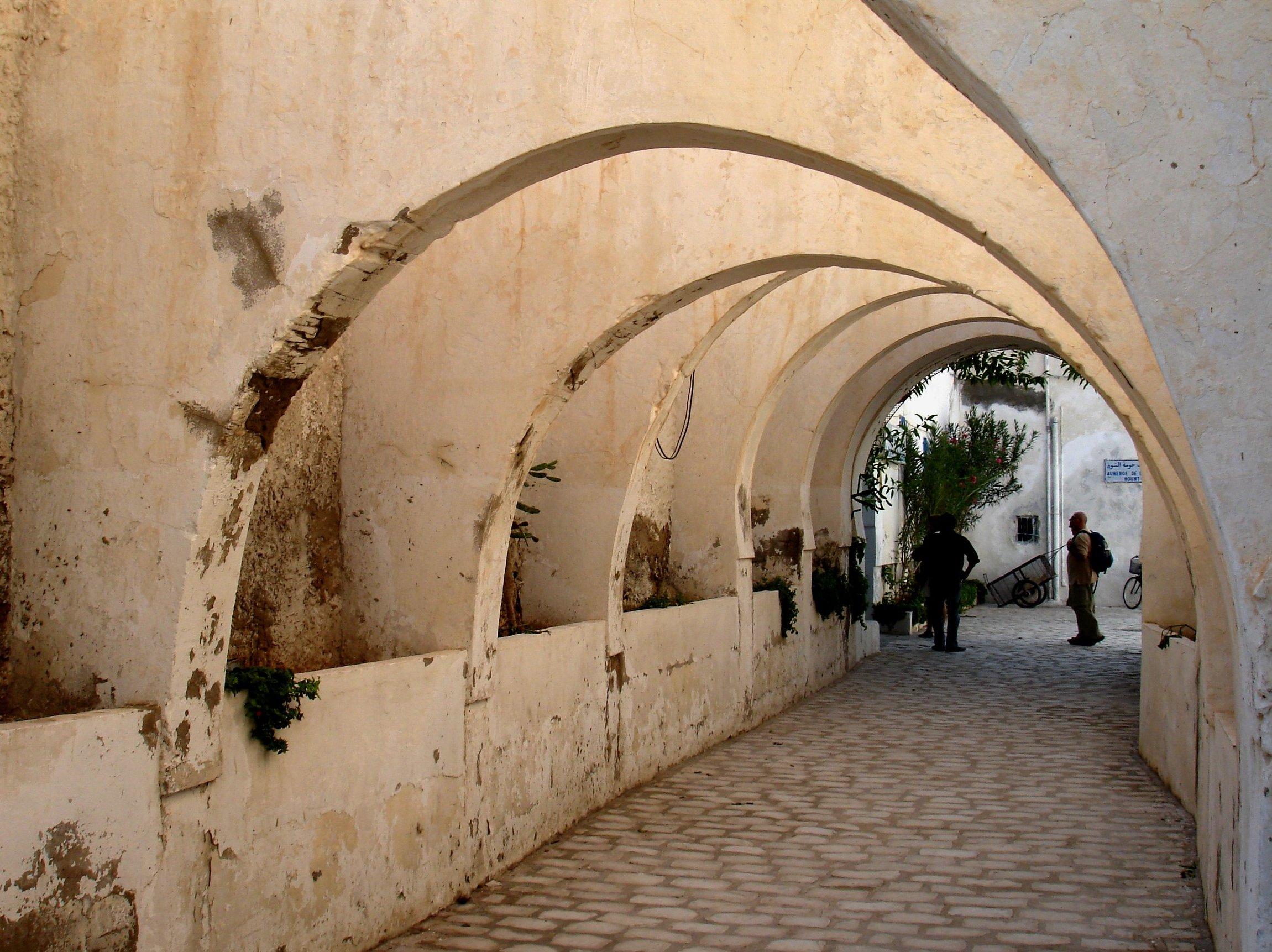
Rua com arcadas

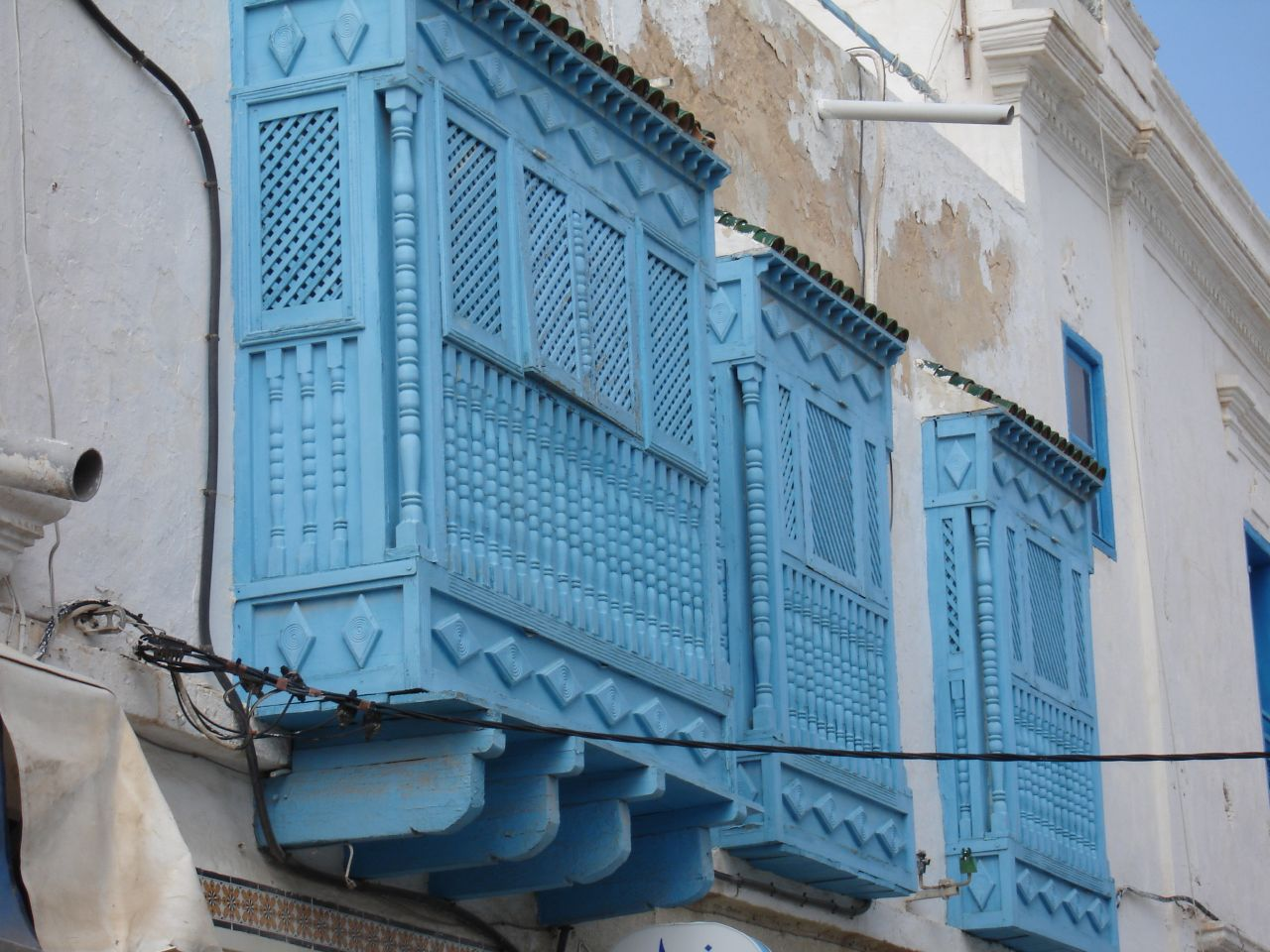
Varandas de madeira em Houmt Souk

A arquitetura da cidade apresenta por vezes algumas diferenças em relação à do resto da ilha, em grande medida devido à maior densidade populacional (650 habitantes por km² contra 230 hab./km² no resto da ilha e 56 hab./km² a nível nacional). O típico menzel nem sempre é a norma em Houmt Souk e as construções encontram-se por vezes coladas umas às outras. Porém, o conceito do houch (unidades habitacionais) abrindo-se para um pátio interior é geralmente respeitado nas casas e funduques (versão magrebina dos caravançarais, pousadas ou unidades de tipo hoteleiro para mercadores). A partir dos anos 1950 começou a ser adotada um novo estilo arquitetónico, sem pátio interior, que desde então não parou de se expandir. O mesmo se passa com as típicas cúpulas e semi-abóbadas, antigamente sistemáticas, mas que têm vindo a ser substituídas nas novas construções por coberturas planas. No entanto, as cores dominantes continuam a ser o branco para a alvenaria e o azul celeste para as portas e janelas. As construções são em geral harmoniosas e conservam um certo encanto.[carece de fontes?]
A zona comercial da cidade tem duas artérias principais e diversos pequenos espaços ligados entre eles por passagens com abóbadas e arcadas (bortais), bem como soco (souks) igualmente cobertos por arcadas em abóbada, como por exemplo o mercado central, construído nos anos 1960, e o Soco de Errbaâ, muito mais antigo. Este último tem duas ruas perpendiculares cobertas onde antigamente cada grupo de artesãos (sapateiros, costureiros, fabricantes de chéchias [chapéus], etc.) tinha o seu lugar próprio. Atualmente é sobretudo um conjunto de pequenas lojas que vendem principalmente artesanato. Ao lado do Soco de Errbaâ encontra-se o soco dos ourives.
A cidade ainda tem alguns funduques, a maior parte deles construídos entre os séculos XVI e XIX, quando se desenvolveu o comércio, e que foram mencionados por Leão, o Africano em meados do século XVI:
| “ | Faz-se um grande comércio no soco, pois os funduques deste centro comercial são sempre frequentados pelos mercadores alexandrinos, europeus, turcos e tunisinos. Todos os comerciantes cristãos, judeus e muçulmanos encontram-se reunidos nesses funduques para se abastecerem [...] | ” |

Os funduques seguem o mesmo esquema arquitetónico das restantes casas: um pátio interior, geralmente quadrado, e uma sucessão de lojas no rés de chão com uma porta com uma fechadura sólida, por vezes iluminadas por uma lucarna em cima, onde os comerciantes armazenam os seus bens. O pátio acolhia as bestas de carga, as carroças e outros equipamentos. O primeiro andar, acessível por uma única escadaria, é constituído por uma galeria suportada por colunas e arcos, que dá acesso às portas dos quartos ou de armazéns. Na sua maioria situados no centro da cidade, alguns dos antigos funduques foram transformados em hotéis, pousadas de juventude, pequenos centros comerciais para turistas, centros de tecelagem e outras atividades artesanais.
O amã Sidi Braim, também chamado hamame El Baruni, é um banho turco que remonta ao século XVII, que foi renovado por diversas vezes e que ainda é usado atualmente. Em Houmt Souk, os amãs estão abertos para os homens de manhã e para as mulheres à tarde.

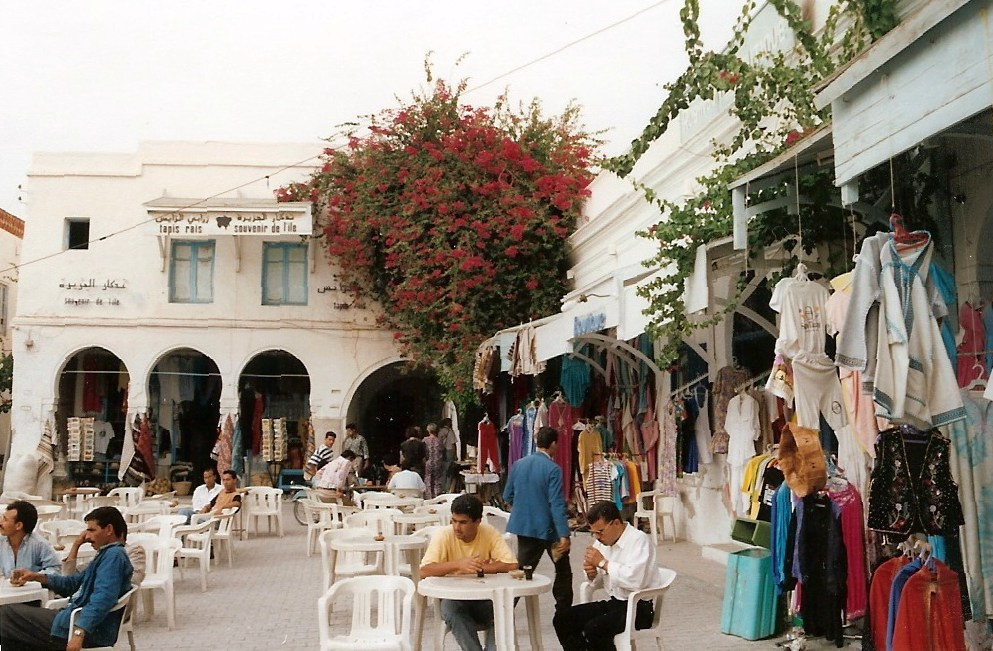
Esplanada no centro da cidade

As antigas padarias e sobretudo as oficinas de tecelagem (cuja arquitetura é característica em Djerba), com as suas semi-abóbadas e o frontão triangular de estilo grego, bem como os antigos poços, com as suas grandes alas, que serviam para irrigar os campos de cevada, sorgo e lentilhas têm também uma arquitetura típica.[carece de fontes?]
A cidade conserva ainda alguns monumentos de estilo colonial, como o centro cultural Feride Gazi e o posto de correios.[carece de fontes?]
Como a cidade nasceu antes de tudo como um centro de comércio, de onde lhe vem o nome, que significa literalmente "localidade do mercado", este último encontra-se no centro e está rodeado dos quarteirões residenciais. Com a urbanização devida ao aumento do número de habitantes, impulsionada principalmente pelo desenvolvimento do turismo, os bairros residenciais aproximaram-se cada vez mais do centro comercial e em algumas partes da cidades já se confundem com ele. A zona costeira, outrora deserta, é cada vez mais urbanizada e as ruelas "poeirentas" são cada vez mais substituídas por vias  asfaltadas.[carece de fontes?]

### Edifícios religiosos

#### Mesquitas e zauias

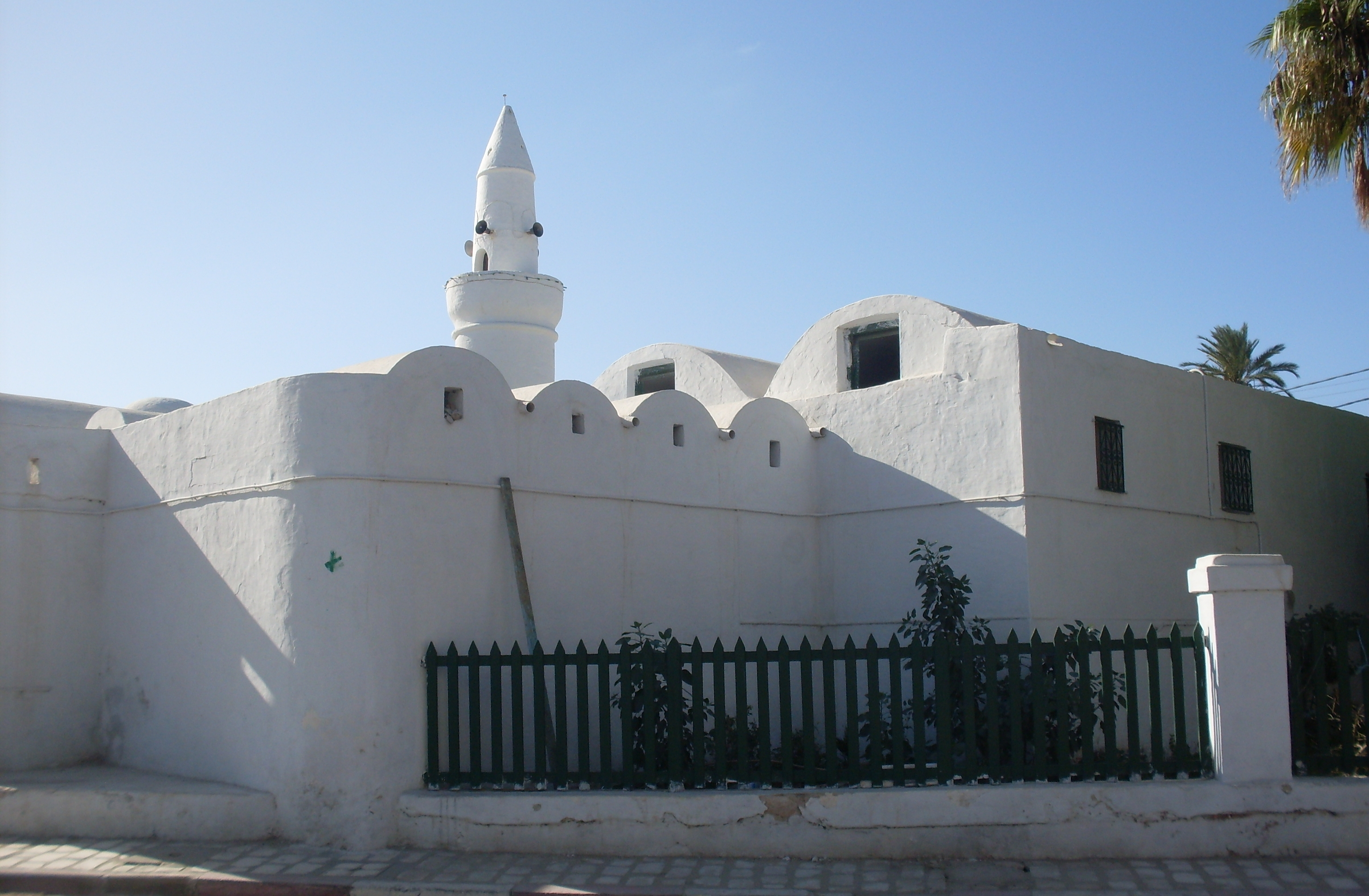
Jemaâ Ettrouk (mesquita dos Turcos)

Houmt Souk é conhecida pelas suas mesquitas de estilos variados cuja arquitetura é caracterizada pela austeridade e aspeto imponente. Muitas foram construídas num estilo particular de Djerba e três estão classificadas como monumento histórico. Uma das mais conhecidas é a mesquita Barrazim, também chamada Jemaâ el Ghorba (literalmente: mesquita dos Estrangeiros), que remonta ao século XV, quando ali foi construída uma madrassa (escola islâmica). Situada na zona comercial do centro, está ligada ao rito maliquita e tem um grande minarete quadrado formado por duas torres sobrepostas, é decorada com inscrições corânicas e tem diversas cúpulas. A mesquita de Algazi Mustafá, situada no interior do Borje Alquibir, remonta ao século XVI. Foi construída por Gazi Mustafá Bei, o caide instalado por Dragute Arrais após a batalha de Djerba (1560). Possuía um alto minarete atualmente desaparecido, que dominava o mar, e cujas pedras, de grande qualidade, foram utilizadas em construções no início do século XX, segundo o professor Charles Monchicourt, citado por Kamel Tmarzizet.
A Jemaâ Ettrouk (mesquita dos Turcos) é outra mesquita característica, inicialmente consagrada ao rito hanafista e depois ao rito maliquita. Foi fundada no século XVI por ordem de Gazi Mustafá Bei. e é caracterizada pelo seu minarete, único da ilha, de estilo otomano. Perto dela encontra-se a Jema Xeique, uma mesquita de cúpulas múltiplas que remonta ao século XIV; o seu fundador foi um membro da família Smoumni, que dominou Djerba entre 1289 e 1560; foi restaurada em 1619, 1979 e 1991.

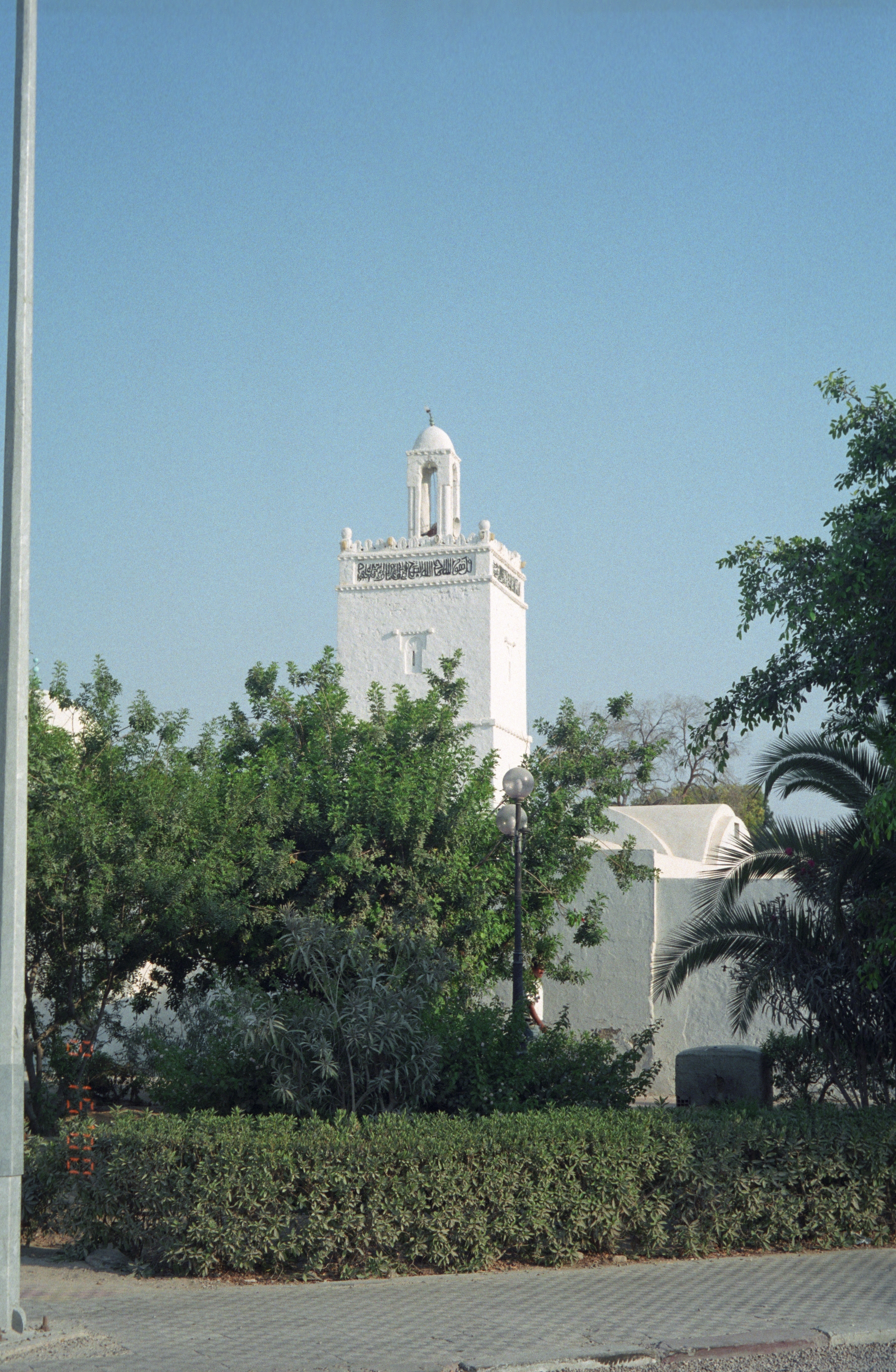
Jemaâ el Ghorba (Mesquita dos Estrangeiros)

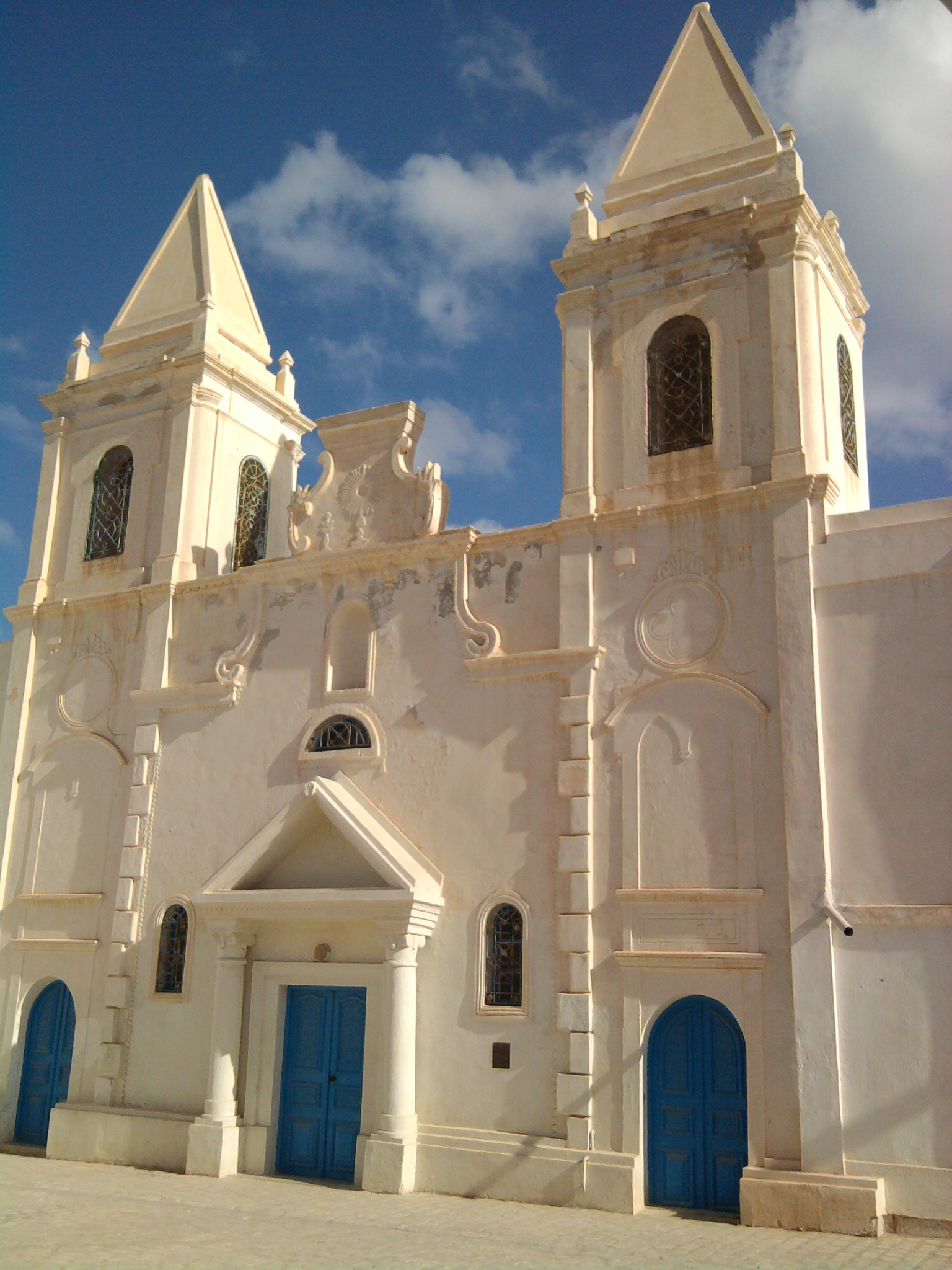
Igreja católica de São José

A mesquita Sidi Brahim El Jemni (ou Gemni) foi fundada como uma madrassa em 1674, por ordem do bei de Tunes, para que o xeque maliquita Brahim El Gemni difundisse o seu saber através do ensino sobretudo teológico; foi ampliada em 1714 por Hussein I Bei. Originalmente tinha alojamentos para os estudantes, uma biblioteca e um amã. O teto é constituído por abóbadas múltiplas e uma cúpula com telhas verdes suportada por colunas em mármore com capitéis coríntios provenientes da antiga cidade de Meninx. O túmulo do santo encontra-se numa zauia.
Há três mesquitas dedicadas a três sábios ortodoxos, que difundiram o rito maliquita em Djerba: Sidi Bouakkazine, Sidi H'loulou e Sidi Zitouni (ou Zeitouni). Nesta última, também chamada Koubet El Kheil devido a uma lenda popular, está sediado o museu do património tradicional. A mesquita de Sidi Bouakkazine situa-se perto da biblioteca pública e é coberta por uma cúpula com telhas verdes que remontam ao século XVII; ali se encontra o túmulo do santo e um poço que simboliza uma das raras zauias femininas de Houmt Souk, chamada Lella Gmira, que outrora era visitada por mulheres que tinham problemas de fertilidade.[carece de fontes?]
Fora da cidade, na estrada de Ajim, encontra-se a mesquita de Sidi Buzide, de rito ibadita. As mesquitas de Sidi Iúçufe e Sidi Salém situam-se no litoral, junto à nova via rápida que conduz ao aeroporto. Sidi Zaid e Sidi Smael encontram-se na costa do lado oposto (oriental), junto à estrada que conduz à chamada zona turística (onde se situam a maior parte dos hotéis da ilha). Na estrada que conduz a Melita, que antigamente servia o aeroporto, encontram-se Jema Edide e Borje Alquibir (ou Jemaâ Aboumessouer). A sudeste da cidade encontram-se Jemaâ El Bessi, com o seu minarete característico, e Jemaâ El Guellal, à qual está ligada outra lenda.
A chamada Cúpula dos Combatentes (ou dos Mártires; Goubbet El Moujahdine ou Goubbet Echouhada), situada perto de Sidi H'loulou et de Jemaâ Ettrouk, é uma pequena construção quadrada e baixa, rodeada de ferro forjado e coberta por uma cúpula. Alberga três túmulos que os habitantes de Houmt Souk honram, que comemoram os milhares de djerbanos mortos na defesa da ilha.
Como referido anteriormente, há várias lendas ligadas a mesquitas de Houmt Souk. Uma delas é a de Sidi Zituni: a mesquita era habitada por génios (jinns) que só se manifestavam no início da noite; é por isso que os djerbanos têm o hábito de abandonar essa mesquita ao pôr do sol. As mulheres desses génios eram duma beleza exceinal e os djerbanos que tinham a coragem de passar a noite dentro da mesquita eram autorizados a desposar uma delas. Estes casamentos estão na origem da beleza das djerbanas. Outra lenda está ligada à Jemaâ El Guellal: um oleiro do século XIII tinha posto os potes que a sua família tinha passado meses a fabricar numa carroça para as vender. No caminho, a carroça virou-se fazendo-o cair com a sua mercadoria, que se espalhou por dezenas de metros. Ao recolher as peças de olaria, o oleiro constata com grande surpresa que todas elas estão intactas. Após entregar o carregamento, leva o dinheiro à sua família. Reconhecendo uma intervenção divina na sua aventura, o oleiro decide edificar uma mesquita no lugar do acidente.

#### Outras religiões
Em Hara Kbira, o antigo arrabalde outrora exclusivamente habitado por judeus, mas atualmente misto tanto etnicamente como religiosamente, há várias pequenas sinagogas.
No antigo bairro maltês existe uma igreja católica construída em 1848 ou 1849 em estilo maltês. Foi erigida por um padre da Sociedade de São Vicente de Paulo, com o apoio do bispo Gaetano Maria de Ferrara. É consagrada a São José e faz parte da Arquidiocese de Tunes; foi reconsagrada em 2006.
Perto do porto ergue-se a igreja ortodoxa de São Nicolau, fundada cerca de 1890. Junto a ela situa-se o hotel Lotos, um dos mais antigos de Djerba.

### Forte e Torre do Crânios

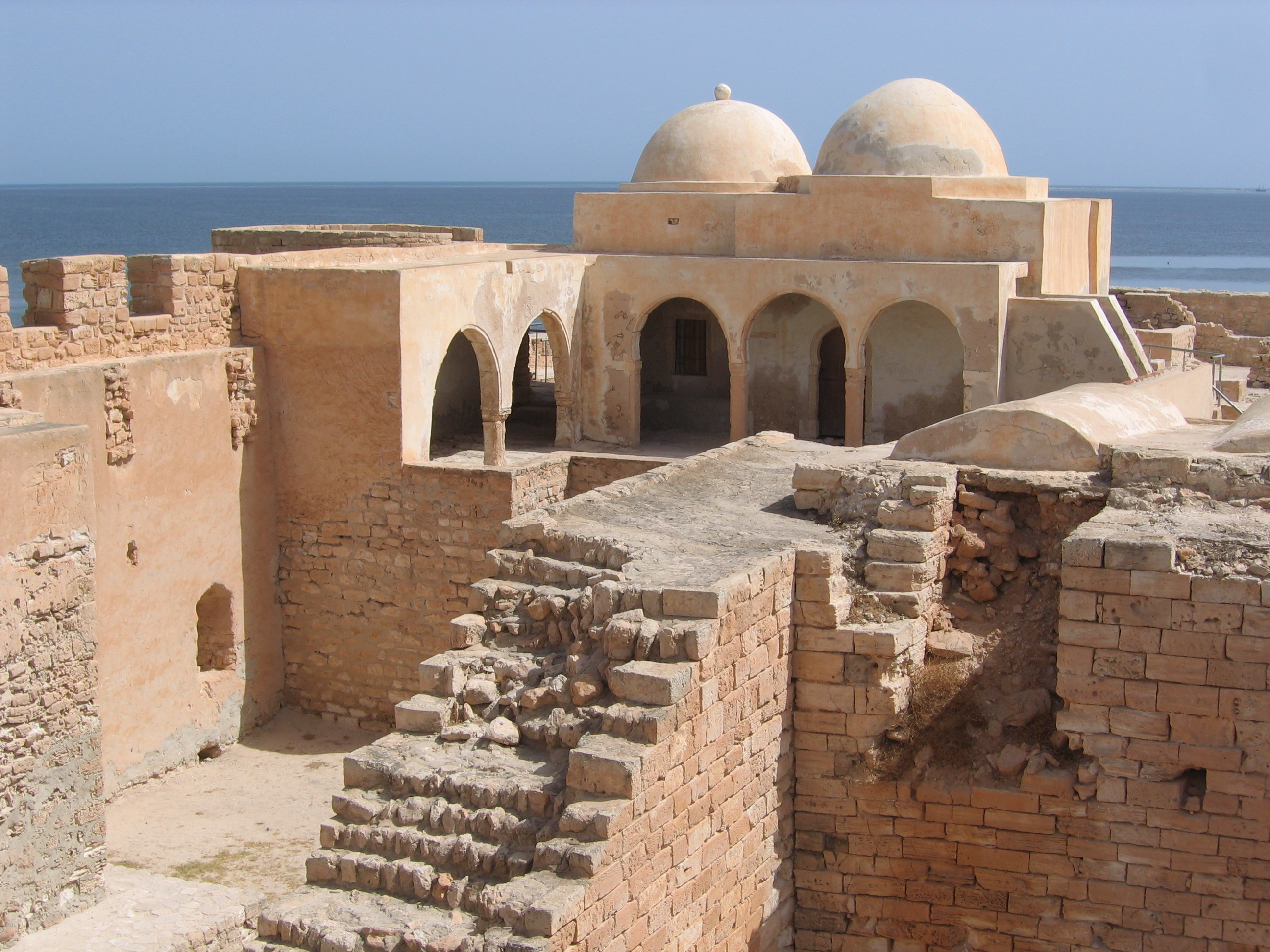
Mesquita no interior do Borje Alquibir

O Borje Alquibir, também chamado Borje Algazi Mustafá, está classificado como monumento histórico. Ocupa uma área de 68 por 53 metros e é rodeado por uma muralha com cerca de 10 metros de altura e 1,2 a 1,5 metros de espessura. Ergue-se frente ao mar, sobre as ruínas da antiga cidade de Girba. Originalmente era rodeado por um fosso com cerca de 12 metros de largura, que era atravessado por uma ponte levadiça por onde se entrava até ao século XIX. A sua construção terá sido ordenada cerca de 1392 e terminou em 1432.
O seu nome alternativo deve-se a Gazi Mustafá, o caide instalado em Djerba pelo almirante e corsário otomano Dragute Arrais em 1559. Esse caide ampliou e consolidou o forte entre 1560 e 1567. Uma estela comemorativa dessas obras, originalmente pregada num dos muros interiores do forte, está atualmente exposta no Museu Nacional do Bardo em Tunes. Em 1605 as autoridades tunisinas apoderaram-se do forte, que em seguida passou para as mãos do djerbanos. O forte constituiu a base da defesa da ilha até ao século XIX, quando foi ocupado pelo exército francês em 1881. As  tropas francesas foram evacuadas em 1903 e em 1904 foi declarado monumento histórico. Foi restaurado no final do século XX e transformado em museu. As escavações efetuadas no interior em 1975 permitiram descobrir o forte primitivo. Numa das salas do museu há uma exposição sobre as descobertas feitas durante as escavações, que relatam a história do forte.
Do alto das muralhas tem-se uma vista panorâmica sobre o porto e um obelisco com nove metros de altura, que assinala o lugar onde se ergueu durante séculos o Borj-er-Rous, a Torre dos Crânios, construída com as ossadas dos adversários de Dragute após a sua vitória na batalha de Djerba, em 1560. A torre tinha a forma duma pirâmide com 34 pés de diâmetro na base. Foi demolida em 1848 por ordem do bei de Tunes, sendo as ossadas enterradas no cemitério cristão de Houmt Souk. O obelisco foi erigido durante o protetorado francês.
Nas proximidades existiu uma segunda torre de crânios, bastante mais pequena que a primeira, construída em 1785 pelo xeque da ilha ibne Mussa Jelude, depois de ter derrotado um ataque duma horda de pastores nómadas a Djerba. A torre foi construída para servir de lição a esses agressores e tinha o aspeto duma garrafa; foi derrubada no início do século XIX.

## Cultura
A coexistência de habitantes de raízes étnicas (nomeadamente berberes, árabes e negros africanos) e de ritos religiosos diversos (sunitas maliquitas, carijitas, ibaditas e judeus, estes últimos maioritariamente ortodoxos) certamente que contribuiu para a riqueza e variedade das culturas e das tradições de Houmt Souk. A ilha de Djerba é um verdadeiro mosaico de culturas e de tradições, e até a pronúncia dos seus habitantes, bem como o uso de certos vocábulos, variam duma localidade para outra. A pronúncia de Houmt Souk é diferente da de outras localidades e há variações entre várias partes da cidade.
Um grande teatro ao ar livre com capacidade para 5 000 pessoas, construído em 2004 entre a zona do porto e o Borje Alquibir, acolhe grandes manifestações culturais, como as do festival anual de Ulisses. A cidade dispõe ainda dum centro cultural, a Casa da Cultura Feride Gazi, e duma Casa da Juventude que oferece diversas atividades, dirigidas sobretudo aos jovens. Há uma biblioteca pública que empresta livros aos seus associados. Em julho-agosto decorre o Festival de Ulisses, durante o qual são organizados espetáculos folclóricos, culturais e desportivos.

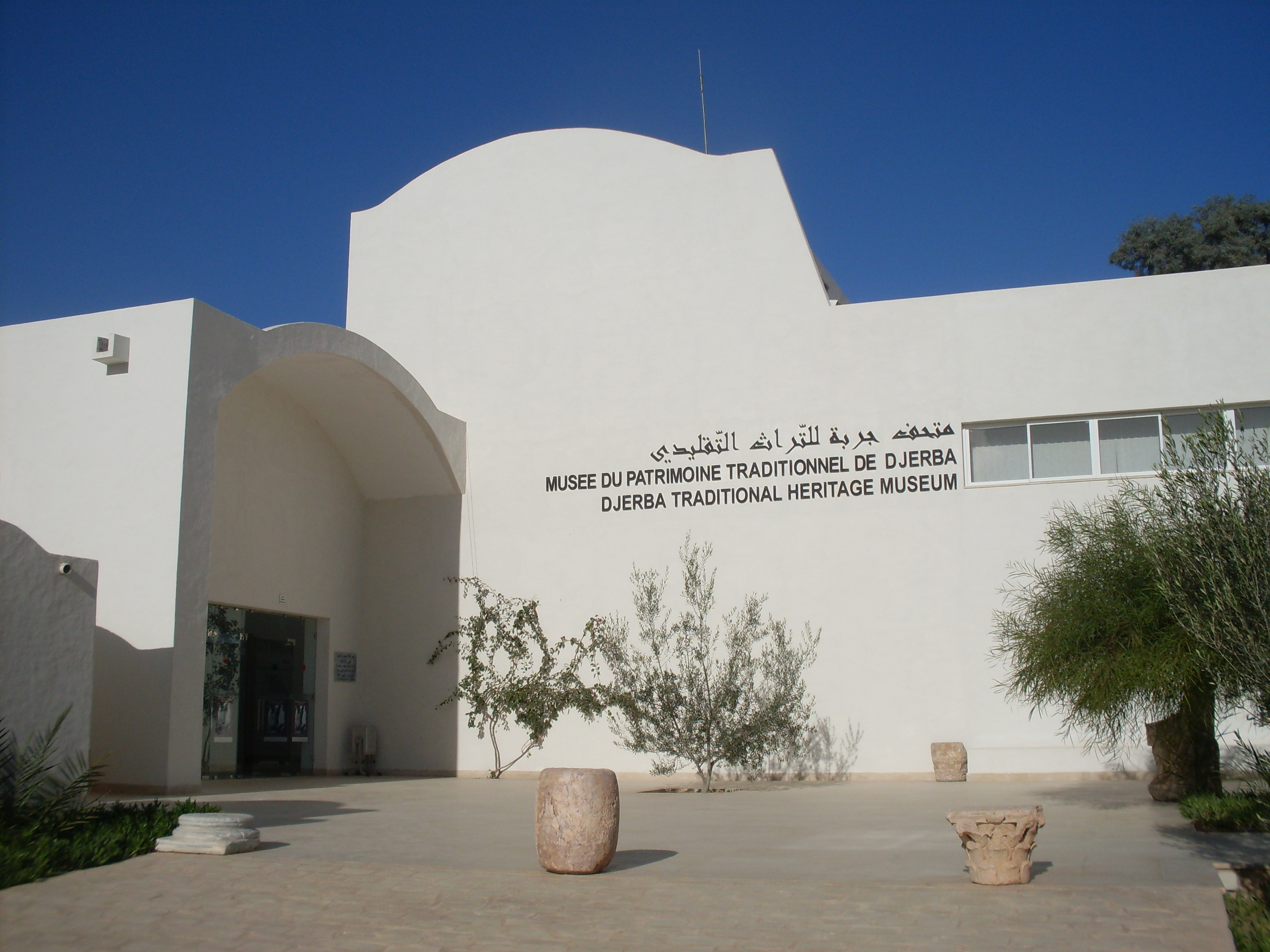
Entrada do Museu do Património Tradicional de Djerba

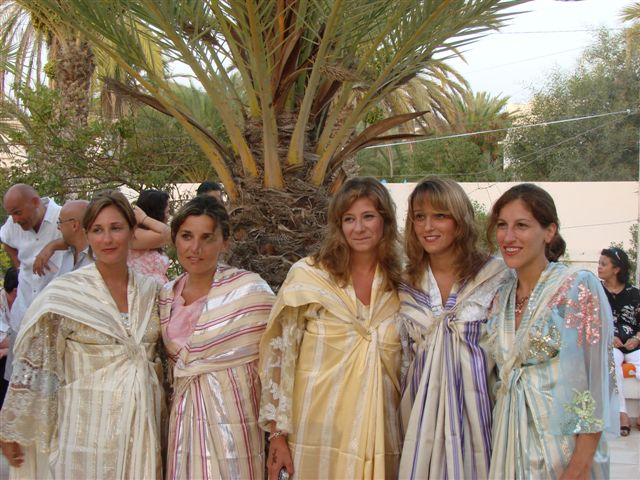
Jovens envergando o tradicional huli de Djerba

### Museus
Houmt Souk encontra-se o Museu do Património Tradicional de Djerba, que apresenta um panorama da história da ilha. Está instalado num antiga zauia de estilo mourisco construída no final do século XVIII por ordem do caide Ben Ayed em honra dos sábios Sidi Zitouni (ou Abu-Baker Ezzitouni, um teólogo sunita) e Sidi Ameur, não muito longe da Mesquita dos Estrangeiros. O museu dá a conhecer as riquezas folclóricas de Djerba, as suas tradições e a sua economia, tendo exposta joalheria com incrustações de vidro colorido, candeeiros em cerâmica perfurada, oficinas de tecelagem, cofres, exemplares do Alcorão, cofres do Alcorão, utensílios de cozinha, uma oficina de olaria, peças de cerâmica de vários tamanhos, natural e esmaltada, grandes potes para conservação de alimentos, estuques cinzelados, ou ainda antigos ladrilhos.

### Vestuário
O vestuário tradicional de Djerba, em particular as mulheres, variam conforme a localidade. Tradicionalmente, as mulheres de Houmt Souk não usam chapéu, ao contrário, por exemplo, das de Guellala, para as quais a pétasse, um pequeno chapéu pontiagudo é um acessório importante. Para sair da sua casa, a mulher de Houmt Souk envergava um huli branco (chamado huli guiam), sem bordados, que cobria a roupa interior. Esse mesmo tipo de traje tem nomes (melhfa, fouta ou h'rem) e cores diferentes noutras localidades da ilha: azul marinho com pequenos quadrados em Guellala e Midoun, branco bordado a vermelho em Mabubine e Mellita.
As mulheres e homens judeus de Houmt Souk usavam vestuário tradicional similar ao dos seus vizinhos muçulmanos, mas que se podiam distinguir graças a um acessório particular: uma faixa negra na parte de baixo das calças (seroual arbi) para os homens e a forma de prender o huli de lado para as mulheres, enquanto que as muçulmanas prendiam o seu huli a meio do peito. Dentro de casa, as mulheres de Houmt Souk usavam hulis multicoloridos de algodão ou seda natural, os quais têm vindo a ser cada vez mais por tecidos sintéticos. Debaixo do huli usam uma combinação ou um seroual ricamou e uma espécie de corpete com grandes manchas bordadas chamado hassara. No inverno vestem uma kamizouna (peça de tricô) sobre a hassara.
Há trajes específicos para os casamentos (r'dé, boundi, beskri, fouta zouizat, etc.; ver artigo Casamento tradicional em Djerba), os quais podem ser consideravelmente caros, principalmente por serem confecionados em seda natural ou bordados a fio de ouro e de prata. O traje tradicional masculino de Houmt Souk também difere do de outras localidades da ilha. Usam-se principalmente a jebba e o burnus (albornoz) no inverno, enquanto que noutras localidades são mais usuais o kadroun e a k'baia. Como chapéu, os homens de Houmt Souk usavam sobretudo uma chéchia vermelha, enquanto que noutras localidades eram mais comum o uso duma kachta branca, por vezes por cima duma chéchia.

### Tradições

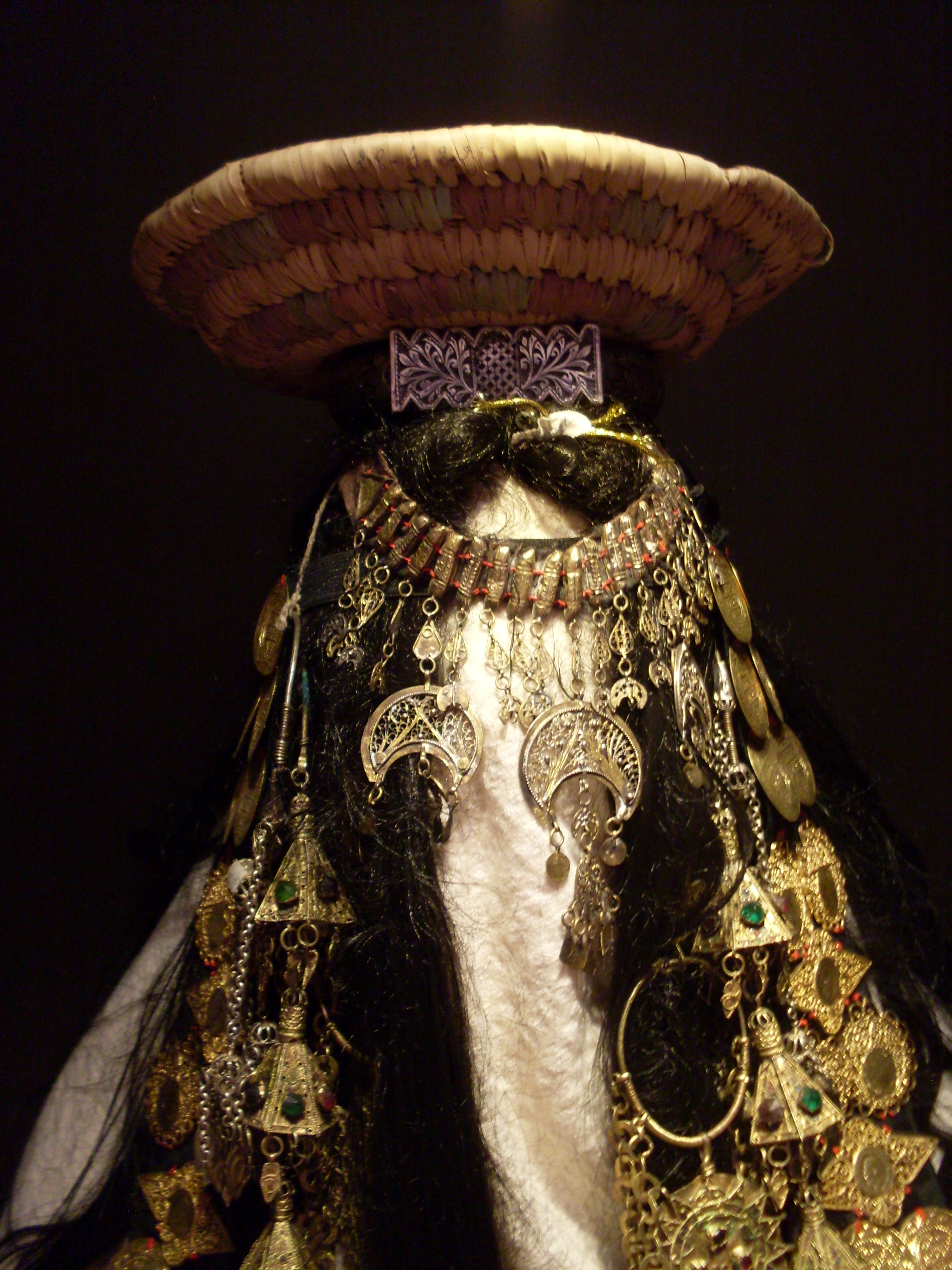
Manequim com traje de noiva no Museu do Património Tradicional de Djerba

Há muitos costumes e tradições comuns a toda a ilha, mas também há variações de localidade para localidade. Em Houmt Souk há algumas peculiaridades nas cerimónias tradicionais de casamento e de circuncisão, pratos preparados para diversas festas, como o Mulude, quando se prepara a assida, ou o Achura, quando se confeciona o maagoud, um prato à base de carne e passas de uva em puré. Nestas ocasiões, as crianças mascaram-se de personagens chamadas Guerdellif (homem) e Aljia (mulher), e vão de casa em casa cantar e dançar para receberem dinheiro como presente.
Durante os três dias que precedem as festas muçulmanas do Sacrifício e Eid ul-Fitr, que são chamados Arfa Cadabia, Arfa Essigira e Arfa Alquebira, sobretudo durante este último, as crianças gozavam de muita liberdade, recebiam dinheiro e iam ao mercado, frequentemente em bandos e vestidos de novo, comprar brinquedos e guloseimas típicas fabricadas artesanalmente (chamadas sredek). Outrora eram fabricados em Guellala utensílios de cozinha em barro para crianças (marmitas, recipientes de cuscuz, braseiras, etc., os quais eram vendidos nesta ocasião. Durante esses dias, as crianças eram autorizadas a passar quase todo o dia no exterior. Durante a Festa do Sacrifício, as crianças eram também autorizadas a iniciar-se na cozinha e preparavam a segdida (género de cozido pot-au-feu com açafrão-da-terra).
Durante o Ano Novo da Hégira (Ras el-Am el-Hijri), as crianças de Houmt Souk iam de casa em casa e cantavam cantos típicos; recebiam então frutas e legumes secos. As famílias ainda hoje enviam às suas filhas casadas um grande prato de cuscuz ou massas, guarnecidas de bocados específicos de carne seca (kaddid) de carneiro ou de vitela morta durante a Festa do Sacrifício, ovos cozidos, carne fresca, grão-de-bico e favas. A mulher que recebe um desses partos oferece em troca dinheiro à pessoa que lho levou.

### Desporto
Desde 1946 que Houmt Souk tem uma equipa de futebol, a  Association sportive de Djerba, que normalmente disputa a segunda divisão nacional da Tunísia, mas que esteve na primeira divisão nas temporadas 2000-2001 e 2002-2003. A cidade tem um estádio com capacidade para 12 000 pessoas, situado no centro, e um pavilhão multi-desportivo com lotação para 1 200 espectadores.
Todos os anos, no mês de setembro, decorre uma regata de windsurf.

## Economia

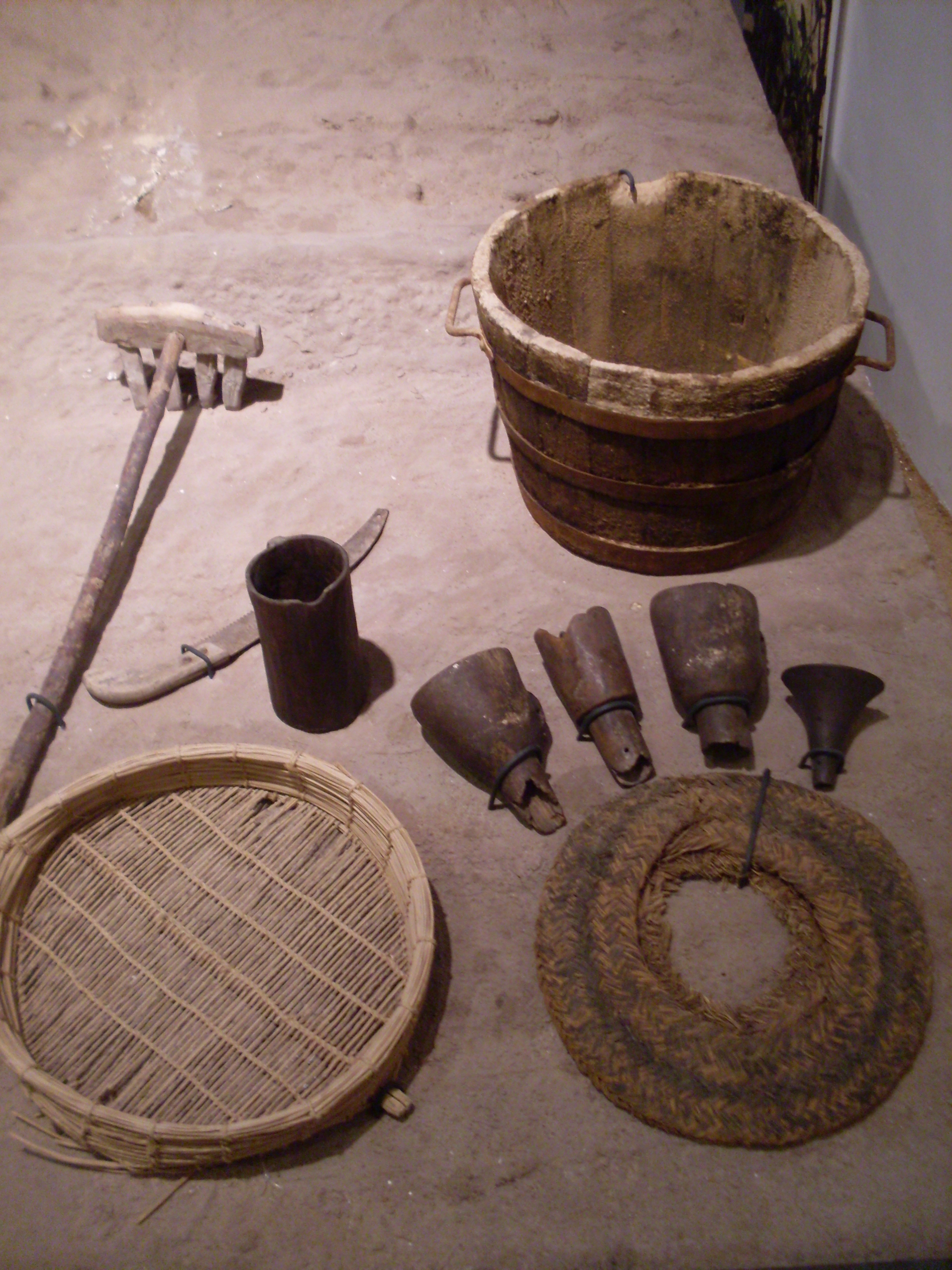
Utensílios tradicionais usados na apanha da azeitona; Museu do Património Tradicional de Djerba

A economia de Houmt Souk era outrora baseada no comércio, no artesanato (em particular a tecelagem e o processamento de lã), a pesca assim como um pouco de agricultura (sobretudo a silvicultura, com a oliveira em primeiro lugar). Desde os anos 1960, o turismo, com os seus benefícios e inconvenientes, trouxe uma certa prosperidade à população local e um mercado suplementar para os serviços e para os produtos de artesanato.
Apesar da chamada zona turística, com as suas praias de areia fina, esteja situada a mais de dez quilómetros do centro, a cidade tem vários pequenos hotéis, restaurantes e lojas de recordações que diariamente atraem uma multidão de turistas, na sua maioria vindos da Europa.

### Comércio
Houmt Souk é o principal centro de comércio de Djerba, sendo o comércio a principal atividade económica da cidade, cujo nome significa, literalmente, "localidade do mercado". Esta vocação de Houmt Souk não é recente: já no século XVI Leão, o Africano relatava a grande atividade do soco (mercado) de Houmt Souk. Em 1888, Jean Servonnet, fazia a seguinte descrição:
| “ | Ali se encontram indígenas vindos de Raussa, Bornu, Cordofão. Os habitantes de Tombuctu tratam dos negócios com os de Uargla. Negros, tuaregues aí se misturam. As caravanas vinham e descarregavam o marfim, pó de ouro, ovos e penas de avestruz, peles de felinos e partiam carregados de tecidos finos, frutos, peixes secos, azeite, sal [...] era um intermediário entre a África e o Mediterrâneo. | ” |

Houmt Souk continua a ser célebre pelos seus socos bem abastecidos e coloridos que atraem os habitantes das localidades vizinhas e de muitos turistas. Existem vários mercados especializados: animais, peixe, frutas e legumes, ervas e especiarias, ourivesarias, antiquários, caldeireiros, etc. Em Djerba, cada localidade importante tem o seu próprio dia de mercado; Houmt Souk tem dois: segunda-feira e quinta-feira.
O Soco de Errbaâ, constituído por quatro ruas cruzadas e cobertas, forma um labirinto de becos de tetos abobadados, onde se agrupam os artesãos alfaiates, sapateiros, joalheiros, etc. Outrora as suas portas eram fechadas ao cair da noite e muitas lojas não abriam no sábado por pertencerem ao elevado número de comerciantes e artesãos judeus. Atualmente é um mercado de artesanato muito frequentado por turistas. O souk dos ourives é paredes meia com o Soco de Errbaâ.
Os dias de encerramento semanal da administração local são o sábado à tarde e o domingo, mas os comerciantes judeus fecham na sexta-feira à tarde e no sábado para o sabat. A maior parte dos outros comerciantes fecham à sexta-feira e os barbeiros à quarta-feira. Estes fechos diferenciados fazem com que o centro da cidade seja movimentado todos os dias da semana.

### Artesanato

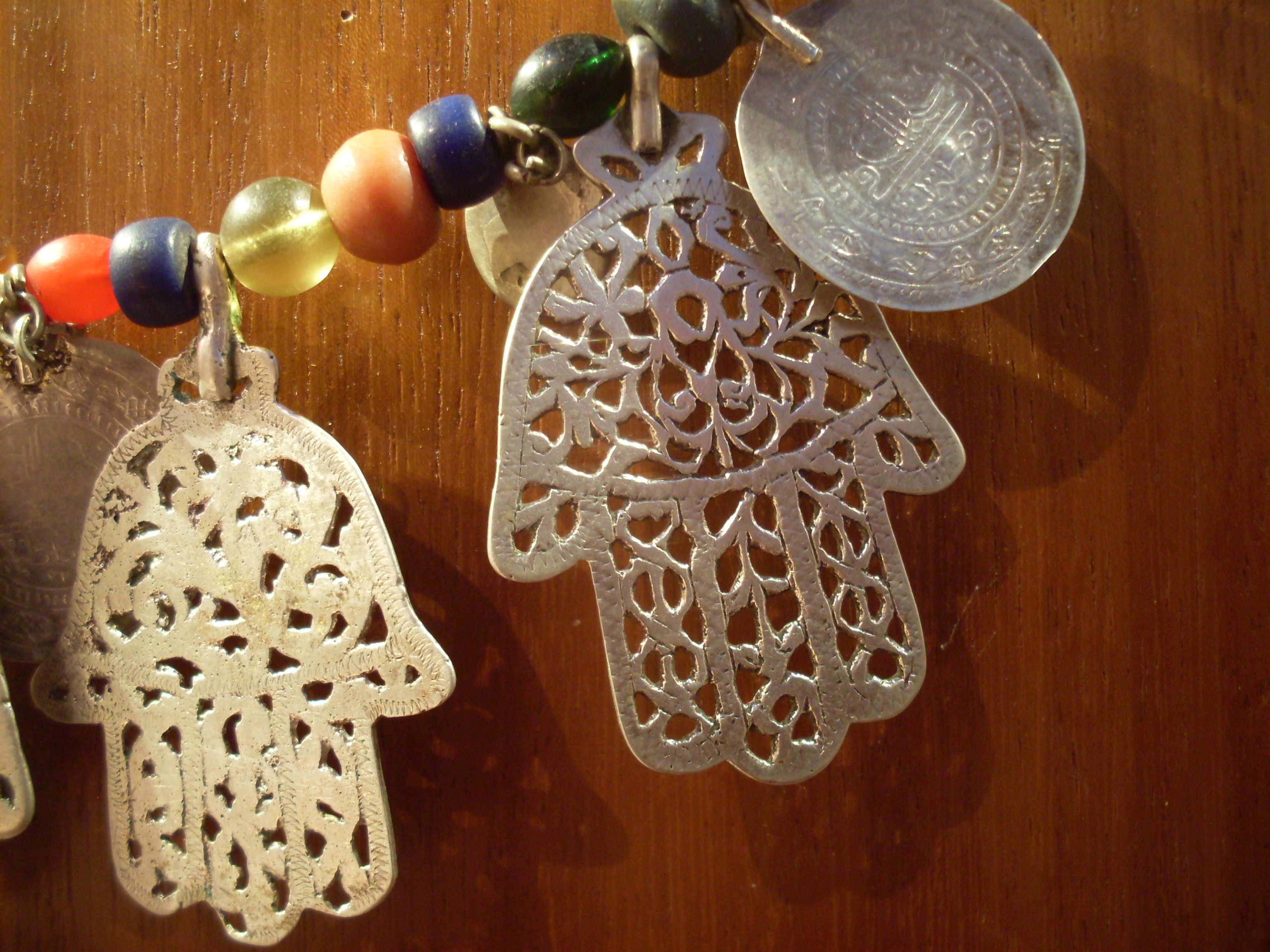
Joalharia tradicional no Museu do Património Tradicional de Djerba

O artesanato emprega um número considerável de pessoas. As atividades artesanais são variadas em Houmt Souk, sendo as ligadas à lã as mais importantes e envolvem tanto por homens como por mulheres. Já há mais de quatro séculos que os ensinamentos de Cirni, um dos sobreviventes da batalha de Djerba (1560), reproduzidos por Charles Monchicourt, indicava, que «os habitantes tecem com lã muito fina baracãs (colchas) muito belas em fazenda fina, ornamentadas com seda e mais longas que um tapete comum.» Leão, o Africano mencionava também no século XVI a faracha gerbi (colcha) como um dos principais produtos locais. A tecelagem, que fez de Djerba um dos principais centros têxteis de lã do Norte de África durante quase um milénio, até ao século XIX continua a ser, apesar da concorrência da indústria, uma atividade importante na cidade. O trabalho da lã é o sustento de muitas famílias e as suas atividades vão da lavagem em água do mar das peles com lã (vindas principalmente de fora da ilha), ao branqueamento ao sol, gesso e enxofre, cardação, fiação, tingimento e finalmente a tecelagem e comercialização. As tarefas de lavagem, cardação e fiação são tradicionalmente feitas por mulheres, estando as restantes geralmente a cargo dos homens.
A tecelagem de hulis em algodão e seda natural, incluindo os beskris bordados a fio de ouro, prata dourada e seda pura (destinados principalmente a uso local), remonta a vários séculos e continua a ocupar os artesãos, que sofrem cada vez mais a concorrência das oficinas mecanizadas (à exceção do beskri que continua a ser feito exclusivamente à mão).
O fabrico de tapetes, nomeadamente megoums, kilims e sobretudo de lã grossa e seda, desenvolveu-se bastante com o turismo. É uma atividade tradicionalmente feminina, como os bordados das hassaras, enxovais de noivas e trajes tradicionais de cerimónia. A ourivesaria, outrora praticada exclusivamente pelos artesãos judeus (especializados sobretudo em joias incrustadas de pedras duras de diversas cores) é cada vez mais praticado por jovens artesãos muçulmanos. O trabalho do couro, e em particular o fabrico de calçado e de sacos de viagem em pele de camelo, bem como a cestaria e a tecelagem de junco também se desenvolveram devido ao novo mercado criado pelo turismo.

### Pesca
O principal porto de pesca de Djerba é o de Houmt Souk, principalmente para a pesca de moluscos. As grandes quantidade de potes de barro que ali são armazenados são empregues na apanha de polvos, chocos e lulas, onde são usadas várias técnicas típicas da ilha. Esses animais são muito populares na gastronomia local, sendo parte essencial de algumas especialidades locais. O pescado é vendido sobretudo fresco, mas algumas espécies, como o polvo e peixe miúdo (ouzaf) são também secos e nessa forma têm igualmente um papel importante na cozinha local. No porto existe ainda uma fábrica de conservas.

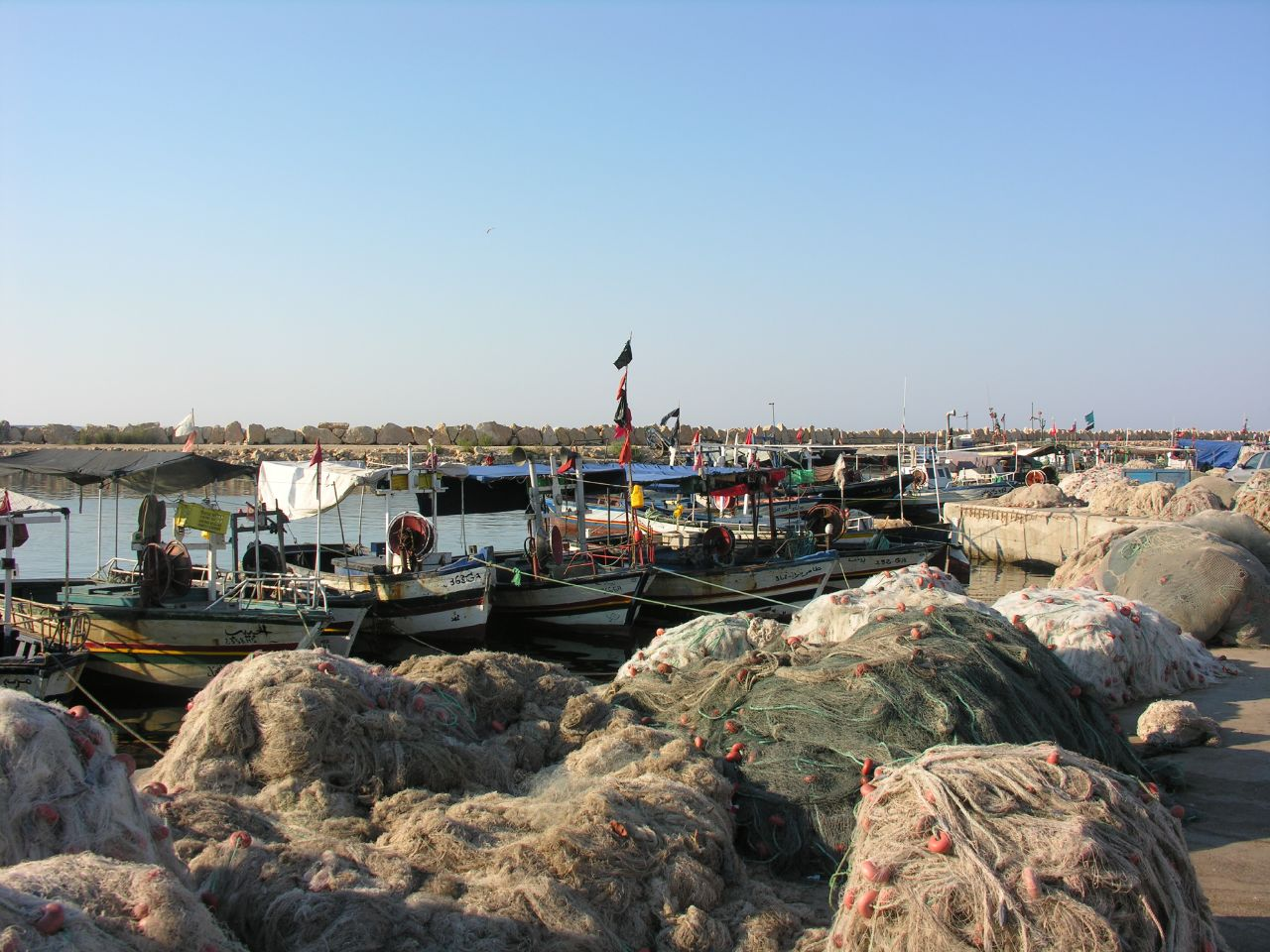
Porto de pesca de Houmt Souk

Até à década de 1960, o porto tinha uma uma frota de mohones (chamados localmente lencha), embarcações de madeira, navegando originalmente à vela, depois dotadas de motores, que asseguravam o transporte de mercadorias pesadas (até cem toneladas) e por vezes passageiros entre Tunes e principalmente Sfax e Djerba. Em 1964, Houmt Souk tinha 297 barcos e 746 marinheiros.
Além da pesca, atualmente o porto é usado como porto de recreio. Foi construída uma marina, onde se encontram vários cafés e restaurantes, além de unidades de alojamento. As excursões tuísticas marítimas são organizadas principalmente para a península de Ras R'mal, uma língua de areia desabitada ao largo de Houmt Souk, que é refúgio de aves migratórias (em particular flamingos cor-de-rosa) e onde ocasionalmente também são avistados golfinhos ao largo.
Uma das peculiaridades de Houmt Souk é a venda do peixe em leilão, uma velha tradição que existia em vários locais da ilha mas que só é mantida em Hout Souk. Os peixeiros enfiam o peixe pescado em cordas (entre cinco a dez espécimes dependendo do seu tamanho) com a ajuda de talos finos de palmeira e entregam-no ao leiloeiro depois de acordarem um preço mínimo. O leiloeiro (dallel), sentado numa cadeira alta, mostra o lote (chouk), anuncia o preço de base e observa os compradores que fazem ofertas mais altas com um aceno de cabeça ou simples movimento dos olhos, sendo essencial não baixar a cabeça e ter contacto visual com o leiloeiro.

### Indústria
Há algumas pequenas unidades de indústria têxtil na cidade desde os anos 1970, que produzem principalmente tecidos para mobília, veludo frisado e artigos tradicionais, como o huli, fouta e melhfa. Há também algumas queijarias.

## Infraestruturas

### Transportes

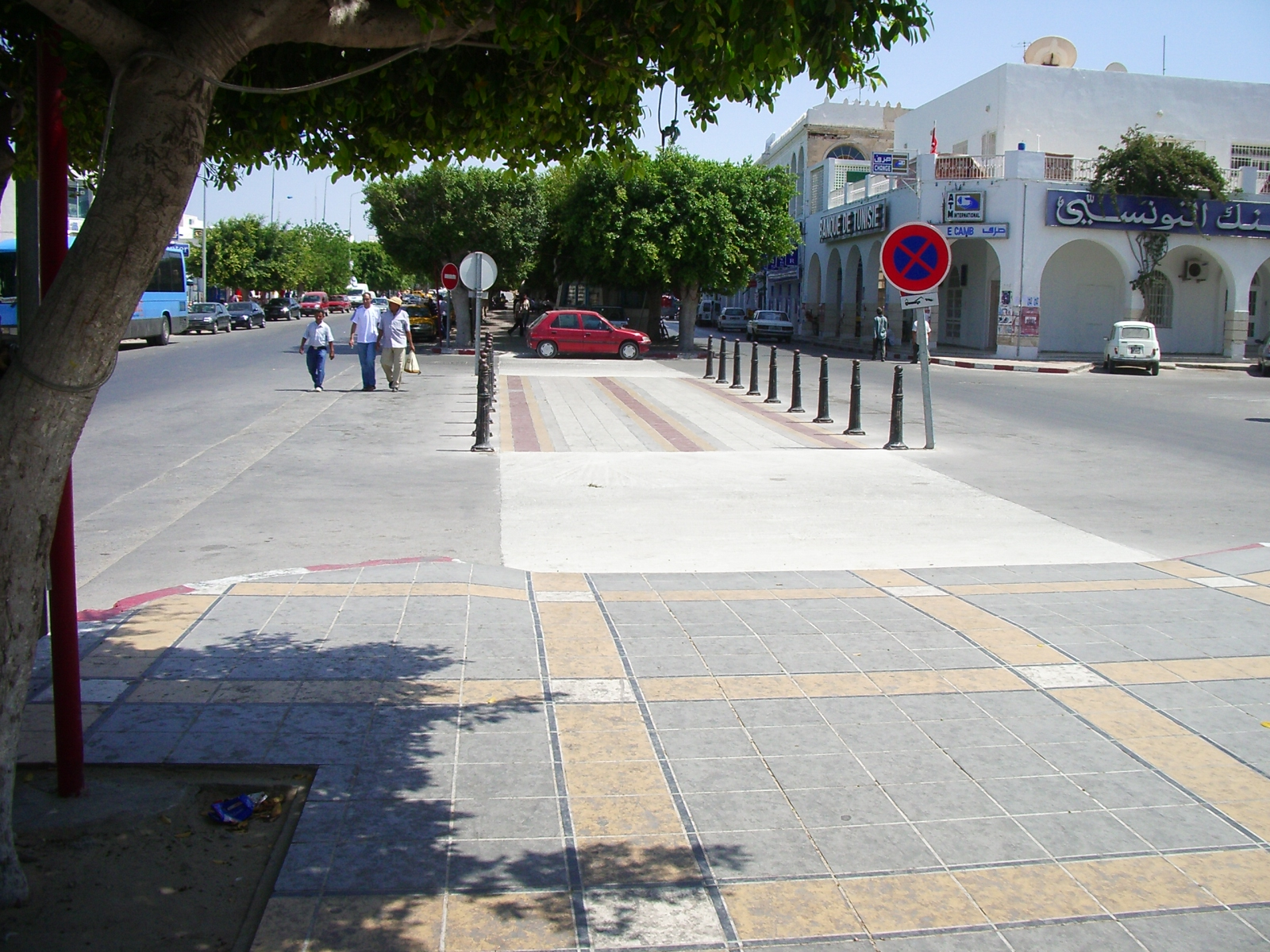
Avenida do centro da cidade

Uma rede de autocarros públicos liga Houmt Souk às diversas localidades de Djerba e em particular à chamada zona turística, onde se situam quase todos os grandes hotéis de praia. Os numerosos táxis, tanto individuais como coletivos (estes chamados louages, ou seja, [veículos de] aluguer), constituem o meio de transporte público mais rápido, e servem tanto os percursos dentro da ilha como os mais distantes, com o continente. O terminal rodoviário e de louages situa-se no centro da cidade.
Existem ainda algumas caleches puxadas por cavalo, um vestígio dum passado em que eram o principal meio de transporte dos habitantes da cidade; são usadas tanto por turistas como por locais. É também possível alugar bicicletas com e sem motor.
Há uma boa rede rodoviária, com estradas asfaltadas, tanto no interior do município como nas ligações com o resto da ilha. O Aeroporto Internacional de Djerba-Zarzis situa-se aproximadamente nove quilómetros a oeste da cidade.

### Educação e saúde
A cidade conta com diversos estabelecimentos de ensino, tanto primários como secundários, nomeadamente dois liceus (escolas secundárias), uma escola profissional, seis escolas preparatórias, uma escola hoteleira e um centro de formação em energia.
Há um hospital regional e alguns dispensários (centros de saúde) públicos, várias farmácias e clínicas privadas, das quais uma é um centro de hemodiálise.
Outras estruturas de Houmt Souk são um posto de correios e telecomunicações, diversos bancos, um posto de turismo público e outro da associação hoteleira local (syndicat d'initiative; literalmente: "sindicato de iniciativa"), diversas agências de viagens e de aluguer de automóveis, vários hotéis de pequena dimensão (petits hôtels) e restaurantes.

## Cidades gémeas
Houmt Souk é geminada com:
- Agde (França)
- Ítaca (Grécia)

Além disso, tem acordos de cooperação com:
- Helmstedt (Alemanha)
- Córsega (França)